# Walter Melon
Walter Melon (Achille Talon nell'originale francese) è un personaggio immaginario protagonista di una omonima serie a fumetti francese ideata da Greg nel 1963. Ha avuto una trasposizione a cartoni animati nel 1996.

## Personaggio
Il personaggio è un uomo di mezz'età, calvo e corpulento, dal brutto carattere, arrogante, nazionalista e presuntuoso, spesso impegnato a dimostrare la correttezza delle proprie idee; spesso finisce nei guai imbarcandosi nelle sue imprese. Vive con suo padre, Alambic Dieudonné Corydon, grande bevitore di birra, e di sua madre, Memé, ottima cuoca.

## Storia editoriale
Il personaggio esordisce nel 1963 sulla rivista Pilote; il successo del personaggio porterà anni dopo a dedicargli una rivista omonima, Achille Talon Magazine, esordita il 1º ottobre 1975 che ebbe però vita breve interrompendosi dopo solo sei numeri nel 1976. La serie delle storie verrà nel tempo raccolta in 48 albi. Venne pubblicato anche in Italia dove esordisce con il nome di Serafino nel 1969 venendo poi pubblicato durante gli anni settanta dalla Mondadori e da altri in alcune riviste antologiche.

## Elenco dei volumi
Tutti i volumi sono stati realizzati da Greg, salvo dove diversamente indicato:
- Achille Talon cerveau choc (1966)
- Achille Talon aggrave son cas (1967)
- Achille Talon persiste et signe (1969)
- Mon fils à moi (1970)
- L'Indispensable Achille Talon (1971)
- Achille Talon au pouvoir (1972)
- Les Insolences d'Achille Talon (1973)
- Achille Talon méprise l'obstacle (1973)
- Les Petits Desseins d'Achille Talon (1974)
- Le Roi de la science diction (1974)
- Brave et honnête Achille Talon (1975)
- Achille Talon au coin du feu (1975)
- Pas de pitié pour Achille Talon (1976)
- Le Mystère de l'homme à deux têtes (1976)
- Le Quadrumane optimiste (1976)
- Le Trésor de Virgule (1977)
- Le Roi des Zôtres (1977)
- Coquin de sort (1978)
- Le Grain de la folie (1978)
- Viva papa (1978)
- Ma vie à moi (1978)
- Le Sort s'acharne sur Achille Talon (1979)
- Achille Talon et la main du serpent (1980)
- L'Âge ingrat (1980)
- L'Esprit d'Eloi (1980)
- L'Arme du crocodile (1981)
- Ne rêvons pas (1981)
- L'insubmersible Achille Talon (1981)
- La Loi du bidouble (1982)
- Achille Talon a un gros nez (1982)
- Il n'y a (Dieu merci) qu'un seul Achille Talon (1982)
- La Traversée du disert (1982)
- La Vie secrète du journal Polite (1983)
- L'Incorrigible Achille Talon (1983)
- Achille Talon à bout portant (1984)
- Achille Talon n'a pas tout dit (1985)
- L'Archipel de Sanzunron (1987)
- Achille Talon contre docteur Chacal et mister Bide! (1989)
- Talon (Achille) pour les dames (1989)
- Achille Talon et le monstre de l'étang Tacule (1991)
- L'Appeau d'Ephèse (1996)
- Le Musée Achille Talon (1996)
- Achille Talon a la main verte (1998) (Widenlocher e Godard)
- Tout va bien! (2000) (Widenlocher e Brett)
- Le Maître est Talon (2001)
- Le Monde merveilleux du journal Polite (2004) (Widenlocher e Herlé)

## Altri media
Televisione
- Walter Melon - serie animata (1996)